# Live in America
A Live in America a Transatlantic első koncertalbuma, melyet az InsideOut Music adott ki 2001-ben. A kiadvány két lemezből áll, melyek egy amerikai turnén készültek.

## A zene
A koncertlemez tartalmaz az SMPT:e című lemezről számokat, valamint feldolgozásokat a The Flower Kings, a Dream Theater, a Marillion, a Genesis, vagy éppen a Beatles dalaiból.

## Számok listája
Első lemez
1. All of the Above – 30:47
2. Beatles Medley – 15:32
3. We All Need Some Light (Morse) – 6:51

Második lemez
1. Genesis Medley – 10:47
2. My New World – 16:51
3. Final Medley – 19:10

## Közreműködő zenészek
- Neal Morse – billentyűs hangszerek, ének
- Roine Stolt – gitár, ének
- Mike Portnoy – dob
- Pete Trewavas – basszusgitár